# بازیکن سال فوتبال جهان
بازیکن سال فوتبال جهان فیفا جایزه‌ای بود که از سال ۱۹۹۱ تا ۲۰۰۹ توسط فیفا اهدا می‌شد و از سال ۲۰۱۰ تا ۲۰۱۵ به طور موقت با توپ طلا فرانس فوتبال به طور مشترک اهدا می‌شد و از سال ۲۰۱۶ نیز فرانس فوتبال، توپ طلا و فیفا، بهترین بازیکن مرد فیفا را اهدا می‌کند. زین‌الدین زیدان و رونالدو نازاریو با سه مرتبه دریافت جایزه بازیکن سال فوتبال جهان، رکورددار هستند. رونالدو نازاریو، جوان‌ترین برنده جایزه بازیکن سال فوتبال جهان فیفا است. او در سال ۱۹۹۶ درحالیکه ۱۹ سال داشت، برنده جایزه بهترین بازیکن سال فوتبال جهان شد.  
بخش جوایز زنان در سال ۲۰۰۱ اضافه شد. تا سال ۲۰۱۵،هفت بازیکن که توانسته این جایزه را کسب کنند عبارتند از: دو آمریکایی، دو آلمانی، یک برزیلی، یک ژاپنی و یک اسپانیایی بودند. سه زنی که تنها یک جایزه گرفته‌اند، عبارتند از ساوا همر در سال ۲۰۱۱، ابی وامباک در سال ۲۰۱۲ و نادین آنگرر در سال ۲۰۱۳. همچنین مارتا پنج بار متوالی، بیرگیت پرینتس سه بار متوالی و میا هام دو بار متوالی فاتح این جایزه بوده‌اند. مسن‌ترین بازیکن زنی که این جایزه را دریافت کرده است، نادین آنگرر با ۳۵ سال سن است که در سال ۲۰۱۳ به آن دست یافت.او همچنین تنها دروازه‌بان، چه در فوتبال مردان و چه در فوتبال زنان، است که به عنوان بهترین بازیکن سال فیفا شناخته شده‌است. جوانترین برنده این جایزه نیز مارتا با داشتن ۲۰ سال سن بوده‌است.

## لیست برندگان مرد
منبع:
- از سال ۲۰۱۰ تا ۲۰۱۵، توپ طلای فیفا با همکاری فرانس فوتبال به بهترین بازیکن مرد سال جهان اهدا می‌شد. در سال ۲۰۱۶، فیفا جایزهٔ بهترین بازیکن مرد فیفا را جایگزین این جایزه کرد و توپ طلا از آن زمان تا کنون، فقط توسط فرانس فوتبال اهدا می‌شود.

| سال  | مکان | بازیکن            | ملیت      | باشگاه                     |
| ---- | ---- | ----------------- | --------- | -------------------------- |
| ۲۰۰۹ | اول  | لیونل مسی         | آرژانتین  | بارسلونا                   |
| ۲۰۰۹ | دوم  | کریستیانو رونالدو | پرتغال    | منچستر یونایتد رئال مادرید |
| ۲۰۰۹ | سوم  | ژاوی هرناندز      | اسپانیا   | بارسلونا                   |
| ۲۰۰۸ | اول  | کریستیانو رونالدو | پرتغال    | منچستر یونایتد             |
| ۲۰۰۸ | دوم  | لیونل مسی         | آرژانتین  | بارسلونا                   |
| ۲۰۰۸ | سوم  | فرناندو تورس      | اسپانیا   | لیورپول                    |
| ۲۰۰۷ | اول  | ریکاردو کاکا      | برزیل     | آ.ث. میلان                 |
| ۲۰۰۷ | دوم  | لیونل مسی         | آرژانتین  | بارسلونا                   |
| ۲۰۰۷ | سوم  | کریستیانو رونالدو | پرتغال    | منچستر یونایتد             |
| ۲۰۰۶ | اول  | فابیو کاناوارو    | ایتالیا   | رئال مادرید یوونتوس        |
| ۲۰۰۶ | دوم  | زین‌الدین زیدان    | فرانسه    | رئال مادرید                |
| ۲۰۰۶ | سوم  | رونالدینیو        | برزیل     | بارسلونا                   |
| ۲۰۰۵ | اول  | رونالدینیو        | برزیل     | بارسلونا                   |
| ۲۰۰۵ | دوم  | فرانک لمپارد      | انگلستان  | چلسی                       |
| ۲۰۰۵ | سوم  | ساموئل اتوئو      | کامرون    | بارسلونا                   |
| ۲۰۰۴ | اول  | رونالدینیو        | برزیل     | بارسلونا                   |
| ۲۰۰۴ | دوم  | تیری آنری         | فرانسه    | آرسنال                     |
| ۲۰۰۴ | سوم  | آندری شوچنکو      | اوکراین   | آ.ث. میلان                 |
| ۲۰۰۳ | اول  | زین‌الدین زیدان    | فرانسه    | رئال مادرید                |
| ۲۰۰۳ | دوم  | تیری آنری         | فرانسه    | آرسنال                     |
| ۲۰۰۳ | سوم  | رونالدو           | برزیل     | رئال مادرید                |
| ۲۰۰۲ | اول  | رونالدو           | برزیل     | رئال مادرید                |
| ۲۰۰۲ | دوم  | الیور کان         | آلمان     | بایرن مونیخ                |
| ۲۰۰۲ | سوم  | زین‌الدین زیدان    | فرانسه    | رئال مادرید                |
| ۲۰۰۱ | اول  | لوئیس فیگو        | پرتغال    | رئال مادرید                |
| ۲۰۰۱ | دوم  | دیوید بکام        | انگلستان  | منچستر یونایتد             |
| ۲۰۰۱ | سوم  | رائول             | اسپانیا   | رئال مادرید                |
| ۲۰۰۰ | اول  | زین‌الدین زیدان    | فرانسه    | یوونتوس                    |
| ۲۰۰۰ | دوم  | لوئیس فیگو        | پرتغال    | رئال مادرید                |
| ۲۰۰۰ | سوم  | ریوالدو           | برزیل     | بارسلونا                   |
| ۱۹۹۹ | اول  | ریوالدو           | برزیل     | بارسلونا                   |
| ۱۹۹۹ | دوم  | دیوید بکام        | انگلستان  | منچستر یونایتد             |
| ۱۹۹۹ | سوم  | گابریل باتیستوتا  | آرژانتین  | فیورنتینا                  |
| ۱۹۹۸ | اول  | زین‌الدین زیدان    | فرانسه    | یوونتوس                    |
| ۱۹۹۸ | دوم  | رونالدو           | برزیل     | اینتر میلان                |
| ۱۹۹۸ | سوم  | داور شوکر         | کرواسی    | رئال مادرید                |
| ۱۹۹۷ | اول  | رونالدو           | برزیل     | اینتر میلان                |
| ۱۹۹۷ | دوم  | روبرتو کارلوس     | برزیل     | رئال مادرید                |
| ۱۹۹۷ | سوم  | زین‌الدین زیدان    | فرانسه    | یوونتوس                    |
| ۱۹۹۷ | سوم  | دنیس برکمپ        | هلند      | آرسنال                     |
| ۱۹۹۶ | اول  | رونالدو           | برزیل     | بارسلونا                   |
| ۱۹۹۶ | دوم  | ژرژ وه‌آ           | لیبریا    | آ.ث. میلان                 |
| ۱۹۹۶ | سوم  | آلن شیرر          | انگلستان  | نیوکاسل یونایتد            |
| ۱۹۹۵ | اول  | ژرژ وه‌آ           | لیبریا    | آ.ث. میلان                 |
| ۱۹۹۵ | دوم  | پائولو مالدینی    | ایتالیا   | آ.ث. میلان                 |
| ۱۹۹۵ | سوم  | یورگن کلینزمن     | آلمان     | بایرن مونیخ                |
| ۱۹۹۴ | اول  | روماریو           | برزیل     | بارسلونا                   |
| ۱۹۹۴ | دوم  | هریستو استویچکوف  | بلغارستان | بارسلونا                   |
| ۱۹۹۴ | سوم  | روبرتو باجو       | ایتالیا   | یوونتوس                    |
| ۱۹۹۳ | اول  | روبرتو باجو       | ایتالیا   | یوونتوس                    |
| ۱۹۹۳ | دوم  | روماریو           | برزیل     | بارسلونا                   |
| ۱۹۹۳ | سوم  | دنیس برکمپ        | هلند      | اینتر میلان                |
| ۱۹۹۲ | اول  | مارکو فان باستن   | هلند      | آ.ث. میلان                 |
| ۱۹۹۲ | دوم  | هریستو استویچکوف  | بلغارستان | بارسلونا                   |
| ۱۹۹۲ | سوم  | توماس هسلر        | آلمان     | آ.اس. رم                   |
| ۱۹۹۱ | اول  | لوتار ماتئوس      | آلمان     | اینتر میلان                |
| ۱۹۹۱ | دوم  | ژان-پیر پاپن      | فرانسه    | المپیک مارسی               |
| ۱۹۹۱ | سوم  | گری لینکر         | انگلستان  | تاتنهام هاتسپر             |

## لیست برندگان زن
- در سال ۲۰۱۶، فیفا جایزهٔ بهترین بازیکن زن فیفا را جایگزین این جایزه کرد.

| سال  | مکان | بازیکن            | ملیت                | باشگاه               |
| ---- | ---- | ----------------- | ------------------- | -------------------- |
| ۲۰۱۵ | اول  | کارلی لوید        | ایالات متحده آمریکا | هیوستون دش           |
| ۲۰۱۵ | دوم  | زیلیا ششیچ        | آلمان               | فرانکفورت            |
| ۲۰۱۵ | سوم  | آیا میاما         | ژاپن                | اوکایاما             |
| ۲۰۱۴ | اول  | ندین کسلر         | آلمان               | وولفسبورگ            |
| ۲۰۱۴ | دوم  | مارتا ویرا داسیوا | برزیل               | تیرسو روزنگرد        |
| ۲۰۱۴ | سوم  | ابی وامباک        | ایالات متحده آمریکا | وسترن نیویورک فلش    |
| ۲۰۱۳ | اول  | نادین آنگرر       | آلمان               | بریزبن رور           |
| ۲۰۱۳ | دوم  | ابی وامباک        | ایالات متحده آمریکا | وسترن نیویورک فلش    |
| ۲۰۱۳ | سوم  | مارتا ویرا داسیوا | برزیل               | تیرسو                |
| ۲۰۱۲ | اول  | ابی وامباک        | ایالات متحده آمریکا | وسترن نیویورک فلش    |
| ۲۰۱۲ | دوم  | مارتا ویرا داسیوا | برزیل               | تیرسو                |
| ۲۰۱۲ | سوم  | الکس مورگن        | ایالات متحده آمریکا | سیاتل ساندرز         |
| ۲۰۱۱ | اول  | ساوا همر          | ژاپن                | آی‌ان‌ای‌سی کوبه لئونسا |
| ۲۰۱۱ | دوم  | مارتا ویرا داسیوا | ایالات متحده آمریکا | وسترن نیویورک فلش    |
| ۲۰۱۱ | سوم  | ابی وامباک        | ایالات متحده آمریکا | مجیک‌جک               |
| ۲۰۱۰ | اول  | مارتا ویرا داسیوا | برزیل               | اومئا آی‌کی           |
| ۲۰۱۰ | دوم  | بیرگیت پرینتس     | آلمان               | فرانکفورت            |
| ۲۰۱۰ | سوم  | فاتمیر آلوشی      | آلمان               | توربین پوتسدام       |
| ۲۰۰۹ | اول  | مارتا ویرا داسیوا | برزیل               | اومئا آی‌کی           |
| ۲۰۰۹ | دوم  | بیرگیت پرینتس     | آلمان               | فرانکفورت            |
| ۲۰۰۹ | سوم  | کلی اسمیت         | انگلستان            | بوستون بریکرز        |
| ۲۰۰۸ | اول  | مارتا ویرا داسیوا | برزیل               | اومئا آی‌کی           |
| ۲۰۰۸ | دوم  | بیرگیت پرینتس     | آلمان               | فرانکفورت            |
| ۲۰۰۸ | سوم  | کریستیان          | برزیل               | لینشوپینگ کورینتیانس |
| ۲۰۰۷ | اول  | مارتا ویرا داسیوا | برزیل               | اومئا آی‌کی           |
| ۲۰۰۷ | دوم  | بیرگیت پرینتس     | آلمان               | فرانکفورت            |
| ۲۰۰۷ | سوم  | کریستیان          | برزیل               | وولفسبورگ            |
| ۲۰۰۶ | اول  | مارتا ویرا داسیوا | برزیل               | اومئا آی‌کی           |
| ۲۰۰۶ | دوم  | کریستین لیلی      | ایالات متحده آمریکا | کیف اوربرو دی‌اف‌اف    |
| ۲۰۰۶ | سوم  | رناته لینگور      | آلمان               | فرانکفورت            |
| ۲۰۰۵ | اول  | بیرگیت پرینتس     | آلمان               | فرانکفورت            |
| ۲۰۰۵ | دوم  | مارتا ویرا داسیوا | برزیل               | اومئا آی‌کی           |
| ۲۰۰۵ | سوم  | شانون باکس        | ایالات متحده آمریکا | عضو باشگاهی نبود     |
| ۲۰۰۴ | اول  | بیرگیت پرینتس     | آلمان               | فرانکفورت            |
| ۲۰۰۴ | دوم  | میا هام           | ایالات متحده آمریکا | واشینگتن فریدام      |
| ۲۰۰۴ | سوم  | مارتا ویرا داسیوا | برزیل               | اومئا آی‌کی           |
| ۲۰۰۳ | اول  | بیرگیت پرینتس     | آلمان               | فرانکفورت            |
| ۲۰۰۳ | دوم  | میا هام           | ایالات متحده آمریکا | واشینگتن فریدام      |
| ۲۰۰۳ | سوم  | هانا لیونبرگ      | سوئد                | اومئا آی‌کی           |
| ۲۰۰۲ | اول  | میا هام           | ایالات متحده آمریکا | واشینگتن فریدام      |
| ۲۰۰۲ | دوم  | بیرگیت پرینتس     | آلمان               | فرانکفورت            |
| ۲۰۰۲ | سوم  | سون ون            | چین                 | آتلانتا بیت          |
| ۲۰۰۱ | اول  | میا هام           | ایالات متحده آمریکا | واشینگتن فریدام      |
| ۲۰۰۱ | دوم  | تیفنی میلبرت      | ایالات متحده آمریکا | نیویورک پاور         |
| ۲۰۰۱ | سوم  | سون ون            | چین                 | آتلانتا بیت          |